# هيروتو يامادا
هيروتو يامادا (باليابانية: 山田 寛人) (7 مارس 2000 في آيتشي في اليابان – )؛ هو لاعب كرة قدم ياباني سابق كان يلعب كمهاجم.

## وصلات خارجية
- هيروتو يامادا على موقع الاتحاد الدولي (مؤرشف)  (الإنجليزية)
- هيروتو يامادا على موقع رابطة كرة القدم اليابانية للمحترفين (اليابانية)
- هيروتو يامادا على موقع إي إس بي إن إف سي (الإنجليزية)
- هيروتو يامادا على موقع قاعدة بيانات كرة القدم.إي يو (الإنجليزية)
- هيروتو يامادا على موقع Soccerbase.com (لاعب) (الإنجليزية)
- هيروتو يامادا على موقع Soccerway.com (الإنجليزية)
- هيروتو يامادا على موقع عالم كرة القدم.نت (الإنجليزية)